# Medal Kampanii Europy-Afryki-Bliskiego Wschodu
Medal Kampanii Europy-Afryki-Bliskiego Wschodu (ang. European–African–Middle Eastern Campaign Medal) – medal Sił Zbrojnych Stanów Zjednoczonych, ustanowiony 6 listopada 1942 roku  na mocy zarządzenia wykonawczego 9265 wydanego przez prezydenta Franklina D. Roosevelta i ogłoszony w 56 Biuletynie Departamentu Wojny z 1942 roku Medal miał na celu wyróżnienie członków personelu wojskowego, którzy pełnili służbę wojskową w Europejskim Teatrze Działań Wojennych (w tym w Afryce Północnej i na Bliskim Wschodzie) podczas II wojny światowej.

## Opis
Początkowo odznaczenie istniało jedynie jako baretka. Pierwszym odznaczonym pełnym Medalem Kampanii Europy-Afryki-Bliskiego Wschodu był gen. Dwight Eisenhower, który otrzymał je 24 lipca 1947 roku w uznaniu jego służby jako Najwyższego Dowódcy Sojuszniczych Sił Ekspedycyjnych podczas II wojny światowej. Kryteria przyznawania medalu zostały pierwotnie ogłoszone w Okólniku nr 84 Departamentu Armii z 25 marca 1948 roku, a następnie opublikowane w regulaminie armijnym nr 600–65 z 22 września 1948 roku Odpowiednikiem Medalu Kampanii Europy-Afryki-Bliskiego Wschodu dla żołnierzy biorących udział w walkach na Pacyfiku był Medal Kampanii Azji-Pacyfiku.
Medal z Brązu ma średnicę 35 mm. Na awersie znajduje się okręt desantowy LST i żołnierze lądujący na brzegu z samolotem w tle pod łukowatym napisem EUROPEAN AFRICAN MIDDLE EASTERN CAMPAIGN. Na rewersie natomiast widnieje bielik amerykański, daty 1941–1945 oraz słowa UNITED STATES OF AMERICA.
Wstążka o szerokości 35 mm składa się z następujących pasków:
- 4,8 mm – brązowy, reprezentujący piaski Afryki;
- 1,6 mm – irlandzki zielony, biały i szkarłatny, reprezentujących flagę Włoch;
- 6,4 mm – irlandzki zielony, reprezentujący zielone pola Europy;
- 1,1 mm – w kolorze niebieskim, białym i szkarłatnym, reprezentującym flagę USA i odnoszącym się do kontynuacji obrony amerykańskiej po Pearl Harbor;
- 6,4 mm – irlandzki zielony, ponownie reprezentujący zielone pola Europy;
- 1,6 mm – biały, czarny i biały reprezentujący historyczną flagę Niemiec;
- 4,8 mm – brązowy, ponownie reprezentujący piaski Afryki[3][4].